# Ecteneolus flohri
Ecteneolus flohri là một loài bọ cánh cứng trong họ Cerambycidae.